# Avguština
Avguština je žensko osebno ime.

## Izvor imena
Ime Avguština izhaja iz latinskega imema Augustina, to pa je ženska oblika imena Augustinus, ki je izpeljanka iz latinskega imena Augustus. Augustus v pomenu »vzvišeni« je bilo častno ime rimskih cesarjev. Soproge avgustov pa so se imenovale avguste.

## Različice imena
- ženske različice imena: Avgustina, Gusta, Gusti, Gustika, Guština
- moška različica imena: Avguštin

## Pogostost imena
Po podatkih Statističnega urada Republike Slovenije je bilo na dan 31. decembra 2007 v Sloveniji število ženskih oseb z imenom Avguština: 179.

## Osebni praznik
Osebe z imenom Avuština godujejo skupaj z Avguštini.